# Jan Walenty Węgierski

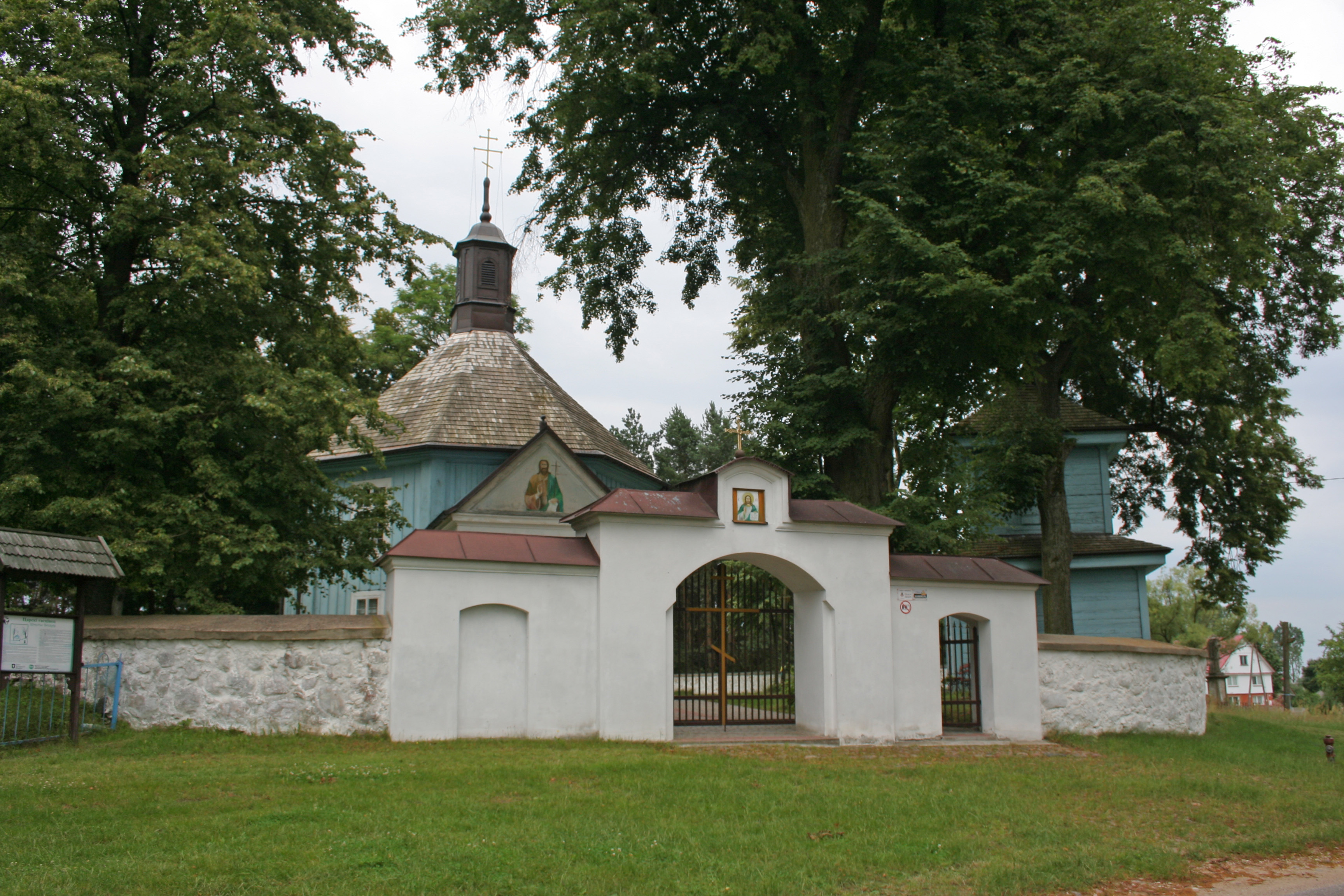
Cerkiew w Szczytach-Dzięciołowie, ufundowana przez Jana Walentego Węgierskiego w 1785 r.

Jan Walenty Węgierski herbu Wieniawa (ur. 1755, zm. 1797) – szambelan i podkomorzy na dworze Stanisława Augusta Poniatowskiego, poseł na Sejm Wielki, kawaler orderu Św. Stanisława.

## Życiorys
Urodził się w rodzinie Andrzeja Węgierskiego i Ewy z Niedźwieckich. Jego ojciec był pułkownikiem przedniej straży wojsk koronnych, starostą korytnickim, a od 1755 pełnił urząd koniuszego na dworze hetmana Jana Klemensa Branickiego w Białymstoku, był również zarządcą jego dóbr w Krakowie. Stryjecznym bratem Jana Walentego był poeta Tomasz Kajetan Węgierski.
Ukończył szkołę wojskową budownictwa i inżynierii w Białymstoku, założoną przez hetmana Branickiego.
W 1768 roku Jan Walenty Węgierski sprzedał Maciejowi Maurycemu Starzeńskiemu i jego żonie Anieli wójtostwo w Brańsku, nadane jego nieżyjącemu już wówczas ojcu Andrzejowi Węgierskiemu. Zgodnie z dokumentami archiwalnymi w 1772 Węgierski miał otrzymać „sumę należną za wójtostwo kierznowskie przez ręce Izabeli Branickiej”.
Po pobycie na białostockim dworze Branickich Jan Walenty Węgierski zaczął robił karierę na dworze króla Stanisława Augusta Poniatowskiego, gdzie pełnił funkcję podkomorzego nadwornego i szambelana dworu. W 1790 roku był członkiem Komisji Porządkowej Cywilno-Wojskowej dla ziemi bielskiej i powiatu brańskiego województwa podlaskiego. W latach 1790-1792 był posłem na Sejm Czteroletni z ramienia ziemi bielskiej. Poparł przyjęcie Konstytucji 3 Maja. Zajmował się informowaniem szlachty o postanowieniach i znaczeniu Konstytucji m.in. na sejmikach. Był zaangażowany w powstanie kościuszkowskie. 25 lutego 1794 roku w warszawskiej siedzibie Jana Walentego Węgierskiego odbyło się spotkanie z udziałem około 70 osób, gdzie postanowiono, że należy rozpoczynać insurekcję w Warszawie. W marcu 1794 roku ambasador rosyjski w Polsce Osip Igelström wydał nakaz aresztowania osób podejrzewanych o udział w insurekcji warszawskiej, w tym szambelana Jana Węgierskiego, Stanisława Kostkę Potockiego i Ignacego Działyńskiego. Węgierski został osadzony w lochach warszawskiego pałacu Igelströma. Niebawem został jednak uwolniony. W czerwcu 1794 r. Rada Naczelna Narodowa wyznacza Węgierskiego do Komisji Porządkowej Ziemi Bielskiej.
Po śmierci Jana Klemensa Branickiego związany był z dworem Izabeli z Poniatowskich Branickiej. Otrzymał od niej plenipotencję na mocy której 7 lipca 1796 roku złożył w jej imieniu homagium (przysięgę hołdowniczą) wobec króla pruskiego Fryderyka Wilhelma II. Wkrótce potem Jan Walenty Węgierski zmarł. Miejsce jego spoczynku nie jest znane. Ze związku z nieznaną z imienia Karwowską miał jedynego syna Leona (ur. 1783). Po przedwczesnej śmierci swojego kuzyna Ignacego usynowił jego syna – Antoniego Wiewiórowskiego.

## Działalność fundacyjna
Centrum dóbr Jana Walentego Węgierskiego były Szczyty-Dzięciołowo niedaleko od Bielska Podlaskiego, które jego ojciec otrzymał w połowie XVIII wieku od Jana Klemensa Branickiego w podziękowaniu za zasługi. W 1785 roku ufundował tam modrzewiową cerkiew pod wezwaniem Ścięcia Głowy św. Jana Chrzciciela. W Archiwum Państwowym w Białymstoku zachował się akt erekcyjny cerkwi. Jan Walenty Węgierski uposażył parafię w trzy włóki ziemi (około 50 hektarów), przekazał 2 tys. złotych na potrzeby przyszłych remontów świątyni oraz nadał proboszczom przywilej propinacyjny z zastrzeżeniem, że dochody z tego źródła będą przeznaczone wyłącznie na potrzeby cerkwi. Przy jej wystroju pracował nadworny malarz Branickich Augustyn Mirys. Z inicjatywy Węgierskiego przed cerkwią w Szczytach stanęła przywieziona z Białegostoku kamienna figura Jana Nepomucena autorstwa Jana Chryzostoma Redlera.
Jan Walenty Węgierski był również fundatorem cerkwi św. Jerzego w Siemianówce.
O działalności publicznej Węgierskiego świadczy również zapis z 5 czerwca 1792, głoszący, że „Z dawniejszych ofiar, które były darem dla Rzeczypospolitej, wyszczególniają się (...) Jan Węgierski SJK poseł ziemi bielskiej, harmat polowych 3 sztuki, moździerzy spiżowych 12 i srebra stołowe, wazy srebrne, wyzłacane i inne.
Poza dworem w Szczytach-Dzięciołowie Węgierski był od 1787 roku właścicielem dóbr Narewka. Z zachowanego planu wynika, że były to cztery folwarki: Lewkowo ze „starym dworem”, Łuka, Siemianówka, Grodzisk. Siedzibą tych dóbr był początkowo dwór w Łuce, jednak kilka lat przed śmiercią Węgierski rozpoczął budowę swojej nowej siedziby na terenie sąsiedniej wsi Tarnopol. Do Węgierskiego należały również dwie włóki ziemi w Podrzeczanach.
Jan Walenty Węgierski opiekował się spuścizną literacką swojego zmarłego przedwcześnie w 1787 roku w Marsylii kuzyna-poety, Tomasza Kajetana Węgierskiego. Wiadomo, że przetłumaczył z jęz. angielskiego na francuski jego listy oraz przygotowywał do druku jego zeszyty z podróży, pamiętniki i listy.
Postać szambelana Węgierskiego została uwieczniona w książce Władysława Reymonta Rok 1794. Nil desperandum, wydana w 1916 roku oraz pojawia się na kartach powieści historycznych Józefa Ignacego Kraszewskiego.